# Skipjack (lớp tàu ngầm)
Skipjack là một lớp tàu ngầm tấn công chạy bằng năng lượng nguyên tử (SSN) của Hải quân Hoa Kỳ đi vào hoạt động năm 1959-61. Tên của lớp tàu ngầm được đặt theo tàu ngầm đầu tiên được chế tạo, USS Skipjack.  Tàu ngầm có thiết kế mới, mũi tàu dạng giọt nước và sử dụng lò phản ứng S5W. Skipjacks là lớp tàu ngầm năng lượng hạt nhân có tốc độ nhanh nhất của Hải quân Mỹ trước khi tàu ngầm lớp Los Angeles được đưa vào trang bị vào năm 1974.

## Thiết kế

Cấu hình của tàu ngầm USS Skipjack

Thiết kế của Skipjack (project SCB 154) được dựa trên thiết kế của tàu ngầm USS Albacore. Phần thân tàu và các hệ thống bên trong tương tự như lớp tàu ngầm Barbel năng lượng điện-diesel cũng đang được chế tạo cho Hải quân Mỹ vào thời điểm đó. Thiết kế của lớp Skipjack rất khác so với các tàu ngầm lớp Skate trước đó. Không giống như tàu ngầm Skate, thiết kế mới tối ưu hóa cho tốc độ bơi dưới nước bằng cách sắp xếp hợp lý và thiết kế giống như một khinh khí cầu.Cũng giống như Albacore , tàu Skipjack sử dụng thép cường độ cao HY-80, với cường độ chịu uốn 80.000 psi (550 MPa), mặc dù điều này ban đầu không được sử dụng để tăng độ sâu lặn so với các tàu ngầm khác của Mỹ. HY-80 vẫn là thép tàu ngầm tiêu chuẩn cho đến khi tàu ngầm lớp Los Angeles ra đời.

Phòng điều khiển trên lớp tàu ngầm Skipjack..

Một cải tiến khác giống lớp Barbel là sự kết hợp giữa tháp chỉ huy, phòng điều khiển và trung tâm tấn công trong một không gian. Cách bố trí tổng thể giúp việc phối hợp vũ khí và hệ thống điều khiển tàu dễ dàng hơn trong các hoạt động chiến đấu.

Mặt cắt tàu ngầm Skipjack 1. Phòng Sonar (2). Phòng ngư lôi (3). Phòng điều hành (4). Phòng lò phản ứng (5). Phòng máy phụ trợ (6). Phòng động cơ

Phần lớn sự sắp xếp bên trong tổng thể được tiếp tục trên các tàu ngầm lớp Thresher và Sturgeon tiếp theo. Năm khoang của Skipjack được gọi là Phòng Ngư lôi, Phòng Điều hành, Phòng Lò phản ứng, Phòng Máy Phụ trợ (AMS) và Phòng Động cơ. Với việc bổ sung khoang tên lửa, việc bố trí trên 41 tàu ngầm tên lửa đạn đạo chạy bằng năng lượng hạt nhân (SSBN) đầu tiên của Mỹ cũng tương tự. Thiết kế chủ yếu là thân đơn với thân đôi bao quanh phòng chứa ngư lôi và AMS dành cho két dằn. Thiết kế này đã được cải tiến trên những tàu ngầm Thresher và Tullibee độc nhất vô nhị và các tàu ngầm tấn công tiếp theo bằng cách di dời phòng chứa ngư lôi vào khoang tác chiến thông qua các ống phóng ngư lôi có góc cạnh giữa tàu để nhường chỗ cho sonar dạng cầu lớn ở mũi tàu.
Các cánh lặn đằng mũi được bố trí lại, đưa lên gắn vào cột tàu ngầm giúp giảm tiếng ồn thủy âm gần mũi sonar. Skipjack là lớp tàu ngầm đầu tiên có cánh lặn; sau đó chúng đợc sử dụng trên tàu ngầm lớp Barbel. Đặc điểm thiết kế này được áp dụng trên tất cả các tàu ngầm hạt nhân của Mỹ cho đến khi lớp Los Angeles ra đời năm 1988. 
Skipjack cũng là lớp tàu ngầm đầu tiên sử dụng lò phản ứng S5W của Mỹ. Lò phản ứng S5W được sử dụng trên 98 tàu ngầm hạt nhân của Hoa Kỳ và tàu ngầm hạt nhân đầu tiên của Anh, HMS  Dreadnought, khiến nó trở thành thiết kế lò phản ứng được sử dụng nhiều nhất của Hải quân Hoa Kỳ cho đến nay.

## Hoạt động
Skipjack được đưa vào hoạt động vào tháng 4 năm 1959. Mỗi thân tàu có giá khoảng 40 triệu USD. Skipjack được chứng nhận là "tàu ngầm nhanh nhất thế giới" sau những cuộc chạy thử nghiệm đầu tiên trên biển vào tháng 3 năm 1959, mặc dù tốc độ thực tế đạt được vẫn chưa được xác định. Skipjack vẫn là tàu ngầm chạy bằng năng lượng hạt nhân nhanh nhất của Mỹ cho đến khi chiếc đầu tiên thuộc lớp Los Angeles được đưa vào sử dụng vào năm 1974. Skipjack đã phục vụ trong Chiến tranh Việt Nam và phần lớn thời kỳ Chiến tranh Lạnh. Các tàu ngầm lớp Skipjack đã được rút khỏi hoạt động vào cuối những năm 1980 và đầu những năm 1990, ngoại trừ chiếc USS Scorpion (SSN-589), bị chìm vào ngày 22 tháng 5 năm 1968 về phía tây nam Azores khi đang trở về sau chuyến tuần tra ở Địa Trung Hải, với toàn bộ 99 thủy thủ đoàn thiệt mạng..

## Dọc thêm
- Gardiner, Robert and Chumbley, Stephen, Conway's All the World's Fighting Ships 1947-1995, London: Conway Maritime Press, 1995. ISBN 1-55750-132-7.
- Hutchinson, Robert, Jane's Submarines, War Beneath The Waves, From 1776 To The Present Day, Harper Paperbacks, 2005. ISBN 0-06081-900-6.
- Polmar, Norman (2004). Cold War Submarines: The Design and Construction of U.S. and Soviet Submarines, 1945-2001. Dulles: Brassey's. ISBN 978-1-57488-594-1.